# Sendlinger Tor
Sendlinger Tor – jedna z trzech zachowanych do dziś bram miejskich w Monachium w Niemczech. Położona w południowej części miasta, u wylotu Sendlinger Strasse, stanowiła element średniowiecznego systemu obronnego Monachium.

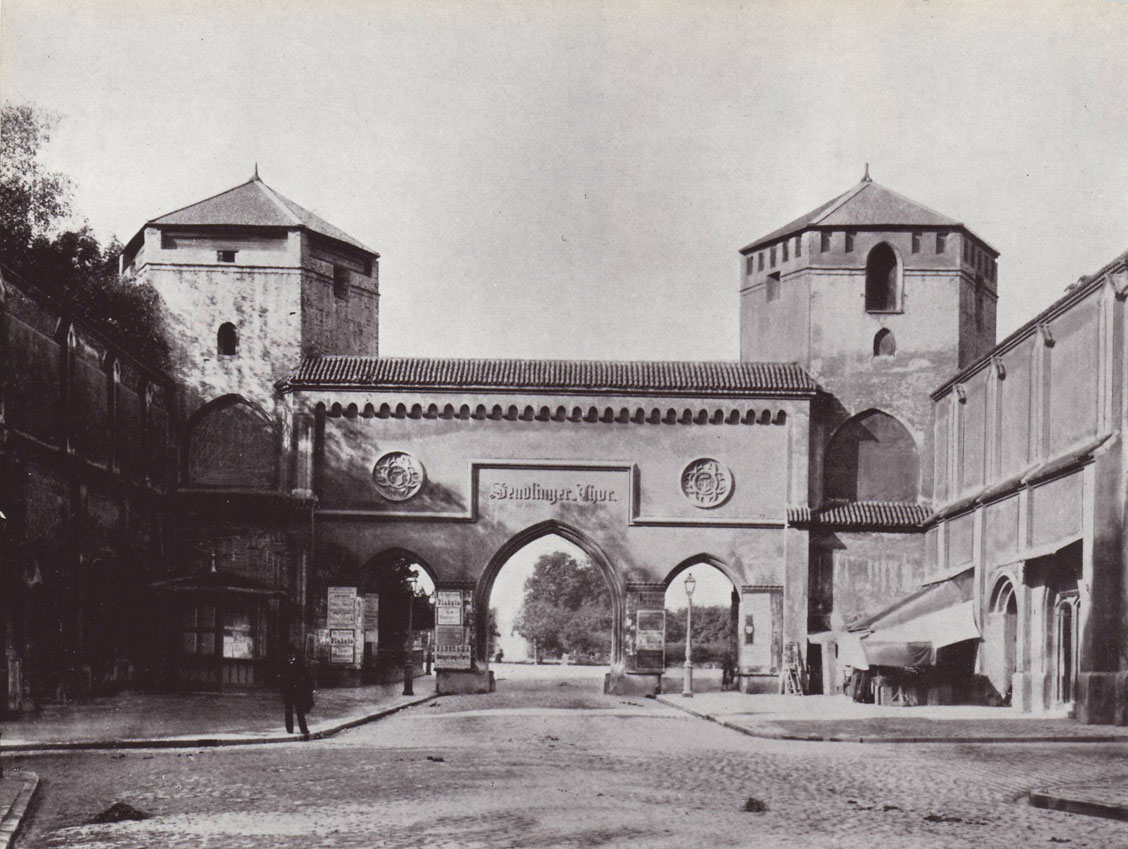
Brama w XIX wieku